# Горохов (станция)
Горохов — железнодорожная станция на линии Львов — Луцк Львовской железной дороги.

## История
Железнодорожная станция в селении Марьяновка (на окраине города Горохов) была построена в ходе строительства железнодорожной линии Луцк — Львов в 1924 году и введена в эксплуатацию в 1925 году.
В ходе боевых действий Великой Отечественной войны и немецкой оккупации 1941—1944 гг. станция пострадала, но в дальнейшем была восстановлена.